# Contra el método
Contra el método (título original en inglés: Against Method: Outline of an Anarchist Theory of Knowledge) es un libro de Paul Feyerabend publicado en 1975. La obra es, como reza su subtítulo, un Esquema de una teoría anarquista del conocimiento; en el contexto de este libro, el término anarquismo se refiere al anarquismo epistemológico. El autor postula que la introducción de recursos irracionales en la investigación, dejando de lado el método científico, elimina los obstáculos al conocimiento.

## Contenido
Feyerabend divide su argumentación en una crítica abstracta seguida de una serie de casos históricos de estudio.
La crítica abstracta es una reducción al absurdo del monismo metodológico, la creencia de que una única metodología puede producir un progreso científico. Feyerabend continúa para identificar cuatro características del monismo metodológico: el principio de falsación, una demanda de mayor contenido empírico, la prohibición de hipótesis ad hoc y la condición de consistencia. Después demuestra que estas cuatro características implican que la Ciencia no puede progresar, lo que los defensores del método científico vieron como absurdo.
Los casos históricos de estudio también se presentan como una reducción. Feyerabend toma la premisa de que el avance de Galileo en postular una cosmología heliocéntrica fue un ejemplo de progreso científico. Demuestra, entonces, que Galileo no se adhirió a las condiciones del monismo metodológico y alega que, si lo hubiera hecho, no habría elaborado su teoría heliocéntrica. Esto implica que el progreso científico se habría visto lastrado por el monismo metodológico. De nuevo, algo absurdo para los que proponían el método científico.
Feyerabend resume sus reducciones con la frase "todo vale" ("anything goes"). Esta es la única metodología trascendental que puede ofrecer y que no inhiba el progreso de la Ciencia.

## Lectura complementaria
- Discusión del libro en John Preston, "Paul Feyerabend", The Stanford Encyclopedia of Philosophy (Winter 2009 Edition), Edward N. Zalta (ed.): http://plato.stanford.edu/archives/win2009/entries/feyerabend/
- Paul Tibbetts, Tomas Kulka, J N Hattiangadi, "Feyerabend's 'Against Method': The Case for Methodological Pluralism", Philosophy of the Social Sciences 7:3 (1977), 265-275. DOI 10.1177/004839317700700306